# Pielocaliectasia

## Pielocaliectasia
Pielocaliectasia es un término médico, habitualmente radiológico, con el que se denomina la dilatación de los cálices renales debido a un aumento de presión en las vías urinarias (Obstrucción). Los cálices renales se ven aumentados de tamaño y pueden llegar a comprimir el parénquima renal.
Existen numerosas causas de obstrucción de las vías urinarias:
- Anormalidades estructurales
- Cálculos en la pelvis renal.
- Compresión del uréter
- Cálculos en el uréter.
- Tumores en el uréter
- Estrechamiento del uréter postquirurgico.
- Un ureterocele.
- Cáncer en la vejiga
- Cáncer de próstata
- Infección grave de las vías urinarias

## Clasificación de la Pielocaliectasia Renal
La clasificación de la Pielocaliectasia se basa en el grado de severidad y de afectación del parénquima renal medida a través de pruebas de imagen. Se divide en 5 grados:
- Grado 0: Pelvis renal normal.
- Grado 1: Pelvis renal levemente dilatada.
- Grado 2: Dilatación de la pelvis renal.
- Grado 3: Dilatación de la pelvis renal con dilatación de cálices con visualización de parénquima renal normal.
- Grado 4: Pelvis Renal aumentada con alteraciones de cálices y de parénquima renal.

## Tratamiento de la Pielocaliectasia
El tratamiento es la resolución de la obstrucción de las vías urinarias.
Si se mantiene durante mucho tiempo puede condicionar a un daño renal irreversible.